# Винхеринген
Винхеринген (њем. Wincheringen) општина је у њемачкој савезној држави Рајна-Палатинат. Једно је од 103 општинска средишта округа Трир-Сарбург. Према процјени из 2010. у општини је живјело 1.681 становника. Посједује регионалну шифру (AGS) 7235149.

## Географски и демографски подаци
Винхеринген се налази у савезној држави Рајна-Палатинат у округу Трир-Сарбург. Општина се налази на надморској висини од 240 метара. Површина општине износи 18,7 km². У самом мјесту је, према процјени из 2010. године, живјело 1.681 становника. Просјечна густина становништва износи 90 становника/km².